# رابرت مامون
رابرت مامون (انگلیسی: Robert Mammone؛ زادهٔ ۱۹۷۱) یک هنرپیشه اهل استرالیا است.
از فیلم‌ها یا برنامه‌های تلویزیونی که وی در آن نقش داشته‌است، می‌توان به مبارز خیابانی، نایت رایدر ۲۰۰۰، محکوم، مروارید اژدها و خانه و دوری اشاره کرد.